# Pompa płuczkowa

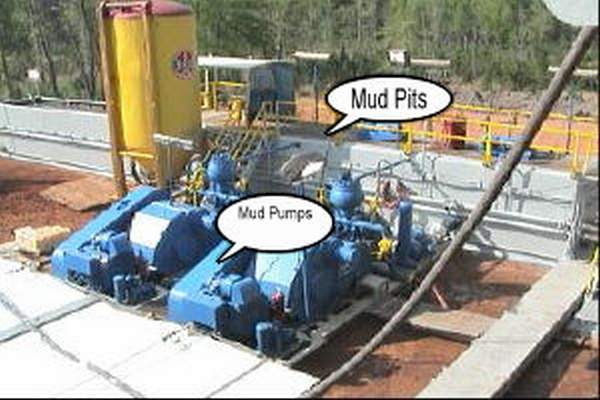
Na pierwszym planie niebieskie pompy płuczkowe (Mud pumps)

Pompa płuczkowa – pompa tłokowa, służy w wiertnictwie do wywierania ciśnienia hydraulicznego na płuczkę wiertniczą w celu wywołania jej ruchu, niezbędnego do postępu wiercenia.
Pompa płuczkowa składa się z części mechanicznej (wał korbowy, korbowody, wał transmisyjny, przekładnia zębata) i hydraulicznej (tłoki, cylindry, zawory).
W związku z tym, że zmiany ciśnienia płuczki działają niekorzystnie na pracę pompy, w celu wyrównania różnicy ciśnień stosuje się kompensatory powietrzne.
Zwykle pompy płuczkowe na dużych wiertniach pracują w zespołach (najczęściej po dwie).